# Annie Lafleur
Annie Lafleur, née en 1980 à Montréal, est une poète, travailleuse culturelle et critique littéraire québécoise.

## Biographie
Annie Lafleur est née en 1980 à Montréal. Elle détient un baccalauréat en littératures française et québécoise de l'Université Laval et une majeure en études interdisciplinaires de l'Université Concordia.
Elle a publié son premier recueil de poésie, Prolégomènes à mon géant, chez Le lézard amoureux en 2007, suivi de Handkerchief, chez le même éditeur, en 2009. Son troisième recueil de poésie Rosebud parait en 2013 chez Le Quartanier, lequel lui vaut d'être demi-finaliste pour le Prix du Festival de poésie de Montréal.
En 2014, Lafleur participe à un projet de poésie avec des artistes audio aux Productions Rhizome, et publie dans l'ouvrage Nouvelles vagues - Impératives et autres nuits avec Marc-Antoine K. Phaneuf, Alexis Lussier et Josée Marcotte .
Bec-de-lièvre parait en 2016 au Quartanier. Ce quatrième recueil est finaliste pour le Prix des libraires ainsi que pour le Prix littéraires du Gouverneur général,. Elle publie Cigüe en 2019 chez le même éditeur, pour lequel elle est finaliste au Prix Alain-Grandbois ainsi qu'au Prix des libraires.
Avec Cigüe, Lafleur marque la fin d'un cycle, d'une trilogie : « que l’on pourrait aisément décrire comme de l’orfèvrerie, à cette nuance près que le travail de précision sur la rupture syntaxique qui guide toute son écriture contribue à aiguiser les angles de ses vers, tranchants, et non pas à les arrondir »,.
Lafleur a également fait paraitre des essais et critiques sur l'art contemporain et la poésie dans différentes revues et catalogues d’exposition. Elle a été influencée par ses études interdisciplinaires à l'Université Concordia au cours desquelles elle s'est intéressée à la performance et à la vidéo d'art pour la mise en scène de ses poèmes, qu'elle a lus au Québec et à l'international.
Lafleur a contribué en 2008 à la fondation du magazine OVNI, a été membre du comité de rédaction de la revue Estuaire de 2014 à 2018, et collabore comme critique d'art à la revue Spirale,.

## Œuvres

### Poésie
- Prolégomènes à mon géant, Montréal, Le Lézard amoureux, 2007, 53 p.  (ISBN 978-2-923398-08-2)
- Handkerchief, Montréal, Le Lézard amoureux, 2009, 92 p.  (ISBN 978-2-923398-15-0)
- Rosebud, Montréal, Le Quartanier, 2013, 91 p.  (ISBN 9782896980697)
- Bec-de-lièvre, Montréal, Le Quartanier, 2016, 57 p.  (ISBN 9782896982844)
- Cigüe, Montréal, Le Quartanier, 2019, 96 p. (ISBN 9782896984442)
- Puberté, Montréal, Le Quartanier, 2023, 144 p. (ISBN 9782896986651)

### Ouvrage collectif
- Marc-Antoine K. Phaneuf, Annie Lafleur, Alexis Lussier, Josée Marcotte, Nouvelles vagues - Impératives et autres nuits, Québec : Productions Rhizome, 2014, 35 p.  (ISBN 9782981310835)

## Prix et honneurs
- 2014 - Demi-finaliste pour le Prix du Festival de poésie de Montréal pour Rosebud[3]
- 2017 - Finaliste Prix littéraires du Gouverneur général pour Bec-de-lièvre[6]
- 2017 - Finaliste Prix des libraires pour Bec-de-lièvre[5]
- 2020 - Finaliste au Prix Alain-Grandbois pour Cigüe[10]
- 2020 - Finaliste Prix des libraires pour Cigüe[7]
- 2024 - Lauréate du Grand Prix Québecor du Festival international de la poésie (pour Puberté), ex aequo avec Diane Régimbald (Elle voudrait l'ailleurs encore)[11]